# St. Bonifatius (Süpplingen)

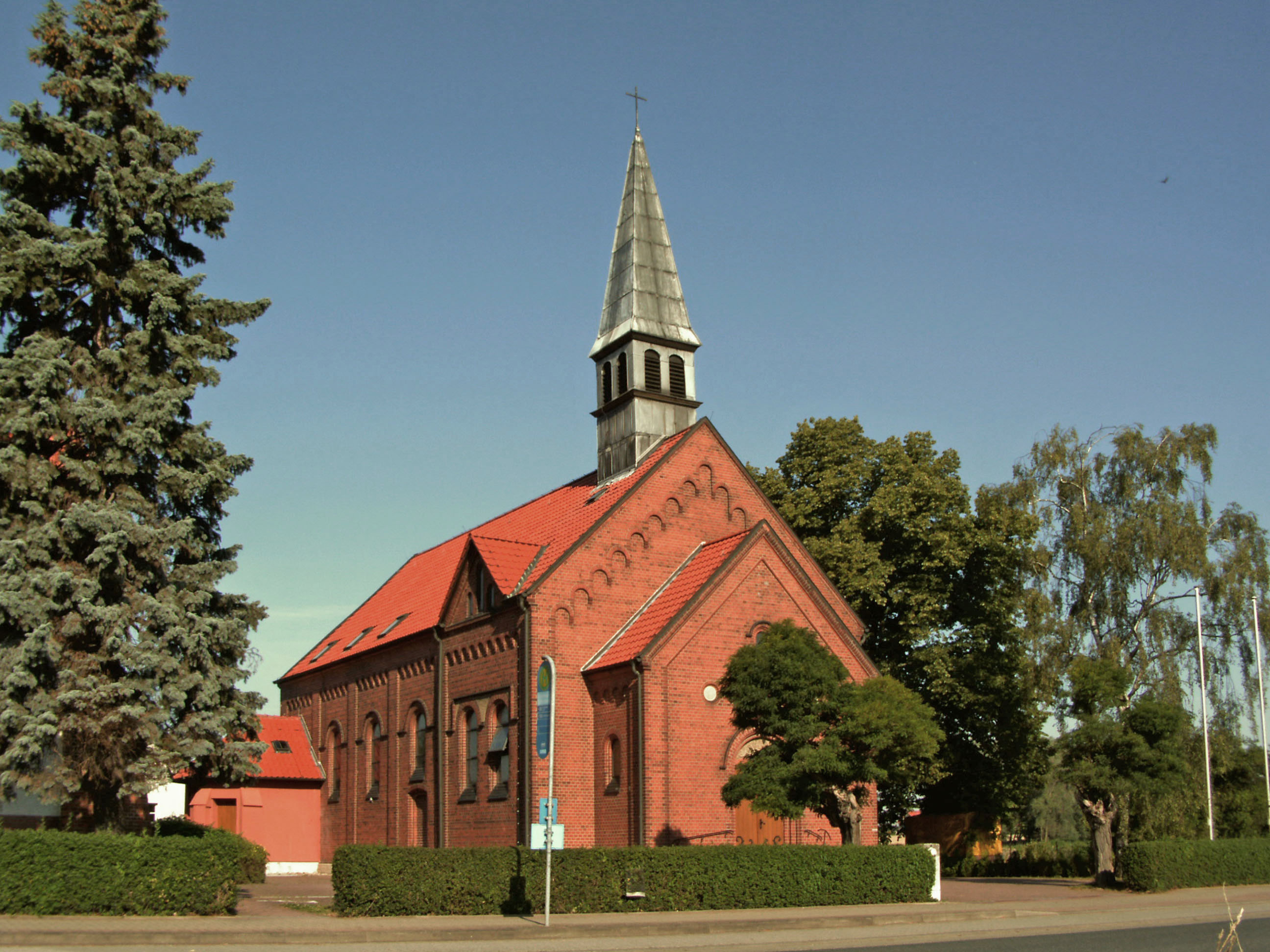
St.-Bonifatius-Kirche

Die Kirche Sankt Bonifatius ist die katholische Kirche in Süpplingen, einer Gemeinde im Landkreis Helmstedt im Osten von Niedersachsen. Die nach dem heiligen Bonifatius benannte Kirche gehört zur Helmstedter Pfarrgemeinde St. Ludgeri im Dekanat Wolfsburg-Helmstedt des Bistums Hildesheim.

## Geschichte
In der zweiten Hälfte des 19. Jahrhunderts siedelten sich wieder Katholiken im seit der Reformation evangelischen Süpplingen an, sie fanden Arbeitsmöglichkeiten in den Bergbaubetrieben der Umgebung sowie in der benachbarten Zuckerraffinerie Frellstedt. Zunächst gehörten sie zur Kirchengemeinde St. Ludgeri in Helmstedt, Priester von dort hielten ab Mai 1894 in Süpplingen gelegentlich katholische Gottesdienste im Saal des Gasthauses Welge.
1899 wurde die Kirche erbaut, sie ist somit heute nach der St.-Ludgeri-Kirche in Helmstedt die zweitälteste Kirche im Dekanat Wolfsburg-Helmstedt. 1900 wurde in Süpplingen ein polnischer Barbaraverein gegründet, 1903 folgten je ein katholischer Arbeiter- und Jünglingsverein und 1913 die Gründung des Bonifatiusvereins und der marianischen Kongregation.
Ab 1906 war an der Kirche ein eigener Geistlicher tätig, 1907 wurde das von Maximilian Jagielski entworfene Pfarrhaus erbaut und eine Kuratie errichtet. 1914 wurden die Filialkirchen St. Maria in Königslutter und St. Joseph in Wolsdorf errichtet, und 1917 westlich der Kirche ein Jugendheim erbaut. In den 1930er Jahren wurde die im Ersten Weltkrieg abgegebene Glocke ersetzt und eine Orgel eingebaut. Von 1934 bis 1937 war der 1944 im Zuchthaus Brandenburg-Görden hingerichtete Priester Joseph Müller Pfarrer an St. Bonifatius. Im Spätsommer 1944 zog eine große Zahl evakuierter Katholiken aus dem Bistum Aachen in das Einzugsgebiet der St.-Bonifatius-Kirche.
Infolge der Flucht und Vertreibung Deutscher aus Mittel- und Osteuropa stieg die Zahl der Gemeindemitglieder erheblich an. Anfang der 1950er Jahre wurde die Kirche saniert und Teile der Ausstattung erneuert. Am 1. August 1956 wurde die Vikarie Süpplingen zur selbstständigen Kirchengemeinde erhoben. In den 1960er Jahren erfolgte eine weitere Renovierung der Kirche, verbunden mit einer Umgestaltung des Innenraumes. Die Kanzel wurde abgetragen, und ein neuer Altar sowie ein neuer Tabernakel aufgestellt. 1978 wurde eine neue Pfeifenorgel eingeweiht. In den 1980er Jahren wurde die Kirche abermals renoviert.
Seit 1987 hat St. Bonifatius keinen ortsansässigen Priester mehr, die Kirchengemeinde wurde bis 2008 vom Pfarrer aus Königslutter mitbetreut. Am 1. März 1998 wurde das Dekanat Helmstedt, zu dem auch die St.-Bonifatius-Kirche gehörte, mit dem Dekanat Wolfenbüttel zum neuen Dekanat Helmstedt-Wolfenbüttel zusammengeschlossen. 1998 erhielt auch der Altarraum seine heutige Gestaltung, Weihbischof Nikolaus Schwerdtfeger weihte einen neuen Altar. Seit dem 1. November 2006 gehört die Kirche zum damals neu gegründeten Dekanat Wolfsburg-Helmstedt, das aus den Dekanaten Wolfsburg und dem Helmstedter Teil des Dekanats Helmstedt-Wolfenbüttel entstand. Seit dem 1. September 2008 gehört die Kirche zur Pfarrgemeinde St. Ludgeri in Helmstedt, die Kirchengemeinde Süpplingen wurde in diesem Zusammenhang aufgelöst.

## Architektur und Ausstattung
Die Kirche steht auf dem Grundstück Breite Straße 26, in rund 107 Meter Höhe über dem Meeresspiegel. Das Gotteshaus entstand nach Plänen des Architekten Theodor Böhme als Saalkirche mit Rundapsis und Portalvorzeichen im Baustil der Neugotik. Die aus Klinkersteinen erbaute Kirche verfügt über einen Turm in Form eines Dachreiters und 88 Sitzplätze.
Die Fenster im Kirchenschiff stammen aus der Frühzeit der Kirche und zeigen die Heiligen Andreas, Antonius von Padua, Barbara, Bonifatius, Josef, sowie einen Schutzengel. Die Fenster unter der Orgelempore zeigen die vier Evangelisten, sie wurden in den 1980er Jahren von Claus Kilian gestaltet.
Der Tabernakel befindet sich mittig an der Rückwand des Altarraumes, und über ihm ein Kruzifix. Der schichte Holzaltar, der Ambo und die Sedilien wurden 1998 eingefügt. Links und rechts vom Altarraum befinden sich Statuen von Josef und Maria. Unter der Orgelempore befinden sich das Taufbecken, ein Missionskreuz, sowie Bilder mit Darstellungen von Jesus mit den Emmausjüngern, des Gnadenbildes Unserer Lieben Frau von der immerwährenden Hilfe und des heiligen Bonifatius.

### Orgel
Das am 17. Dezember 1978 vom Helmstedter Dechant Leonhard Reinhardt eingeweihte Instrument hat 6 Register auf Manual und Pedal.
| Manual C– |            |       |
| 1.        | Gedackt    | 8′    |
| 2.        | Principal  | 4′    |
| 3.        | Rohrflöte  | 4′    |
| 4.        | Waldflöte  | 2′    |
| 5.        | Mixtur III | (B/D) |

| Pedal C– |        |     |
| 6.       | Subbaß | 16′ |

- Koppeln: Man/P